# Santo Stefano (Lavagna)

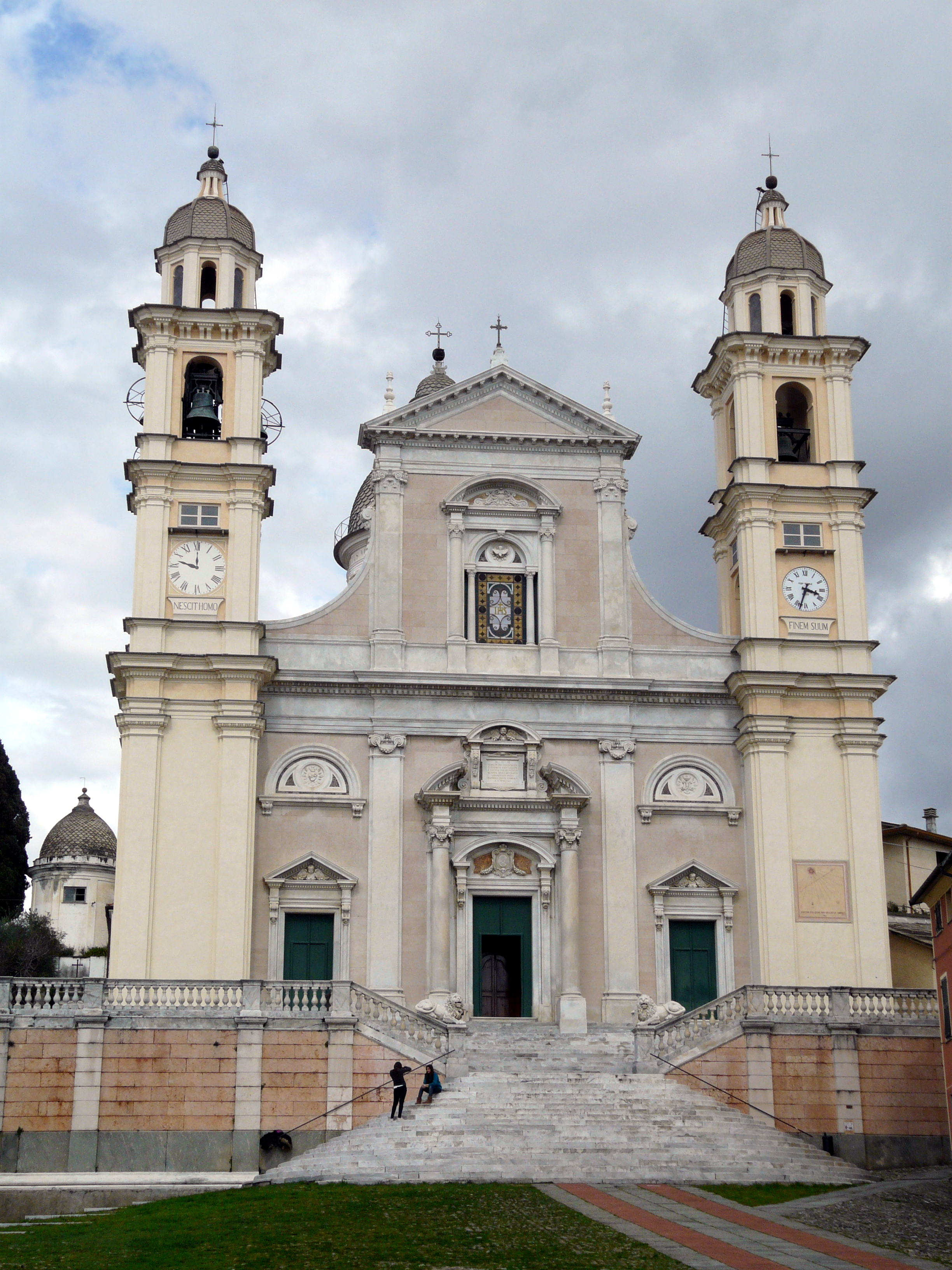
Fassade der Basilika Santo Stefano

Die Basilika Santo Stefano ist eine römisch-katholische Kirche in Lavagna im Osten der Metropolitanstadt Genua. Die Stifts- und Pfarrkirche des Bistums Chiavari trägt den Titel einer Basilica minor. Die Kirche wurde Mitte des 17. Jahrhunderts im Stil des Barocks erbaut.

## Geschichte
Vermutlich auf den Fundamenten eines Signalturms wird der Bau einer ersten Vorgängerkirche im 6. Jahrhundert angenommen. Im Inneren des Pfarrhauses sind die Spuren des dreischiffigen Baus noch deutlich sichtbar, insbesondere die Bögen und Pfeiler des alten Chors.
Ab dem 8. Jahrhundert wurde die Kirche durch das Wirken der Mönche des Ordens des hl. Columban von Luxeuil, der seit der Langobardenzeit in Ligurien präsent war, zu einer wichtigen Pfarrkirche in der Region. Santo Stefano wurde 1060 von Papst Coelestin III. zur Stiftskirche erhoben. Die letzten Restaurierungsarbeiten vor dem anschließenden Neubau wurden 1611 durchgeführt.
Von der örtlichen Adelsfamilie der Fieschi wurde im Mittelalter zur Absicherung ihrer Herrschaft in den Gebieten des Tigullio und der Republik Genua in der Nähe der Kirche eine Burg errichtet, die spätestens im Jahr 1200 von Kaiser Friedrich II. zerstört wurde.
Auf deren Ruine wurde mit Unterstützung des Erzbischofs von Genua, Kardinal Stefano Durazzo die heutige Barockkirche im 17. Jahrhundert errichtet. Das Werk wird dem Tessiner Architekten Giovanni Battista Ghiso oder dem Genueser Francesco da Novi zugeschrieben. Mit Hilfe einer Sondersteuer auf Getreide konnte der Bau mit der Grundsteinlegung am 15. August 1650 beginnen. Die beiden Glockentürme, die die Marmorfassade einrahmen, wurden im Jahr 1657 fertiggestellt. Der Bau, an dem viele freiwillige Einwohner von Lavagna beteiligt waren, wurde 1668 abgeschlossen und am 18. Oktober 1703 feierlich geweiht.
Im Mai 1921 wurde sie von Papst Benedikt XV. in den Rang einer Basilica minor erhoben. Die Fassade wurde 1936 fertiggestellt.

## Architektur

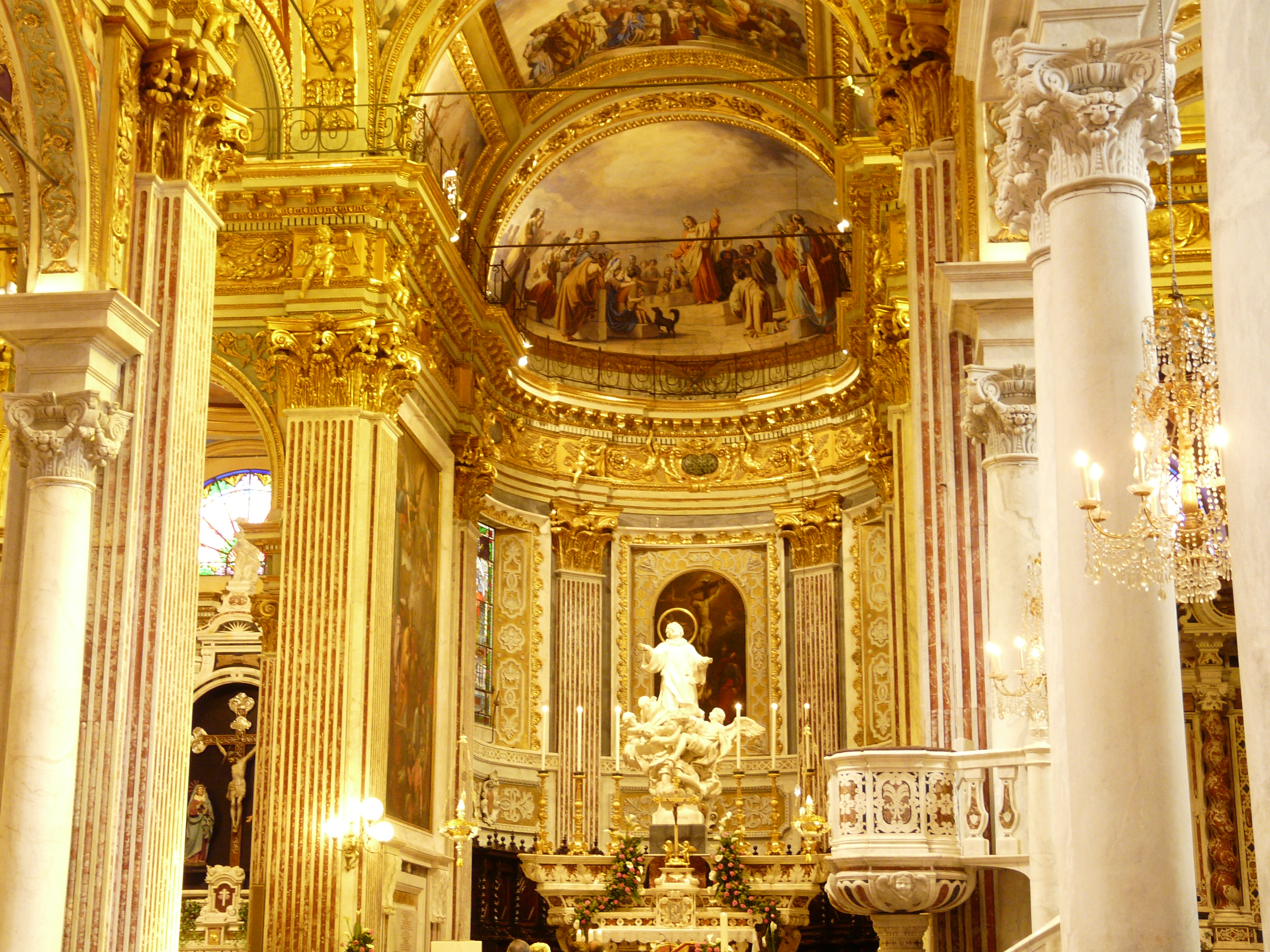
Innenraum

Die Kirche ist über eine lange Marmortreppe mit zwei Löwen an den Seiten zugänglich, die das Symbol der Gemeinde zeigen. Hinter dem Risseuboden aus polychromen Meereskieselsteinen erhebt sich die marmorverkleidete Doppelturmfassade, gebildet von zwei Glockentürmen, in deren linkem die Kirchenglocken und deren rechtem die Bürgerglocke aufgehängt sind. Wie der Vorgängerbau ist auch das heutige Gebäude in drei Schiffe gegliedert, deren Rundbögen teilweise von Doppelsäulen getragen werden. Das Hauptschiff der kreuzförmigen Basilika ist mit einem Tonnengewölbe überspannt, deren Gurtbögen drei Joche bilden. Die schmaleren Seitenschiffe sind von Reihen von Kuppelgewölben bedeckt. Mittig erhebt sich über der Kirche eine Vierungskuppel. Der Chor schließt mit einer runden Apsis. Die Gewölbe sind umfangreich ausgemalt.
Hinter der Kirche erstreckt sich ein monumentaler Friedhof mit bedeutenden Grabmälern.

## Ausstattung
Die Kirche ist mit vielen Seitenaltären ausgestattet, auf der rechten Seite zunächst mit dem so genannten „Fischeraltar“, der den hll. Petrus und Andreas gewidmet ist, mit einem Gemälde von Sebastiano Galeotti aus dem 18. Jahrhundert zum Primat von St. Petrus. Der zweite ist dem hl. Joseph gewidmet und zeigt ein Gemälde der Heiligen Familie, das von einem Maler französischer Herkunft stammen soll. Über dem 1855 aufgestellten Altar zeigt das Gewölbefresko den Papst, der den heiligen Josef zum Schutzpatron der Weltkirche erklärt. Der dritte Altar ist Unserer Lieben Frau von der Himmelfahrt und den hll. Antonius von Padua, Katharina von Genua und Franz Xaver gewidmet; er wurde 1896 restauriert und zeigt auf dem Gewölbe eine Darstellung des Antoniuswunders. Der nächste Altar, der aufgrund seiner künstlerischen und architektonischen Merkmale als der wertvollste gilt, ist Nikolaus von Myra gewidmet und zeigt ein Gemälde des Malers Domenico Piola, auf dem der auferstandene Christus und die hll. Nikolaus und Stephanus zu sehen sind; das Fresko im Gewölbe stellt den hl. Karl Borromäus dar, der dem hl. Luigi Gonzaga die Erstkommunion erteilt. Der letzte Altar im rechten Seitenschiff ist der Rosenkranzmadonna gewidmet, und die letzte Restaurierung stammt, wie eine Tafel verrät, aus dem Jahr 1882, demselben Jahr wie die beiden Gemälde des chiavarischen Malers Gian Battista Pianello; Pianello selbst hatte 1881 die Innenkuppel mit einer Darstellung der Rosenkranzmadonna, die dem hl. Dominikus und der hl. Katharina den Rosenkranz reicht, mit Fresken versehen. Die beiden seitlichen Fresken zeigen Papst Pius V., der den Sieg bei Lepanto verkündet, und auf der anderen Seite eine bildliche Darstellung der jährlichen Prozession der Einwohner von Lavagna während des Festes.
Auf der linken Seite der Kirche steht der erste Altar anstelle des Taufbeckens aus dem 19. Jahrhundert; in der kleinen Innenkuppel befindet sich ein Fresko, das das biblische Ereignis der Taufe mit Johannes dem Täufer und Jesus darstellt. Der zweite Altar ist der Madonna della Guardia gewidmet und wird gemeinhin „dei Contadini“ (der Bauern) genannt; hier befindet sich das Gemälde des Malers Sebastiano Galeotti, das die Madonna della Guardia mit dem hl. Martin darstellt, und im Gewölbe das Fresko, das die Marienerscheinung auf dem Monte Figogna zwischen Genua und Ceranesi zeigt, wo sich heute das gleichnamige Santuario di Nostra Signora della Guardia befindet. Der dritte Altar, der älteste und 1880 restaurierte, ist der Unbefleckten Empfängnis mit der gleichnamigen Darstellung im Gewölbe gewidmet. Der nächste Seitenaltar ist der Heiligen Dreifaltigkeit gewidmet, mit einer Leinwand, die die Heilige Dreifaltigkeit, den hl.  Bernhard und den hl. Rochus darstellt; das Fresko am Gewölbe zeigt das Heilige Herz, das Maria erscheint. Das fünfte ist der Kreuzigung Jesu mit dem gleichnamigen Gemälde von Piola gewidmet; das Thema der Kreuzigung wird in den seitlichen Fresken des chiavaresischen Malers Pianello mit der Auffindung des Kreuzes und dem Translation der Reliquien wieder aufgegriffen.
Die größte, dem heiligen Stephanus gewidmete Kapelle, wurde von den Brüdern Bocciardi mit einer Marmorstatue des Heiligen vom genuesischen Bildhauer Pasquale Bocciardo aus dem 18. Jahrhundert ausgestattet. Die beiden Gemälde des Martyriums und der Entdeckung des Leichnams des hl. Stephanus stammen von Carlo Fontana; die Fresken der Weihe und der Predigt des hl. Stephanus sind von Francesco Chiarella.